# Martin Stahnke
Martin Stahnke, född 11 november 1888 i Briesen, död 28 februari 1969 i Frankfurt am Main, var en tysk roddare.
Stahnke blev olympisk bronsmedaljör i tvåa utan styrman vid sommarspelen 1908 i London.